# 溫佩爾克

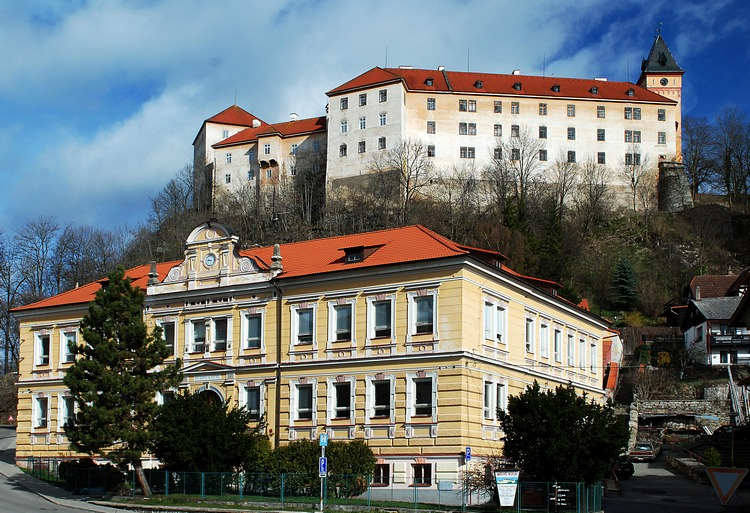

溫佩爾克是捷克的城鎮，位於該國西南部，距離斯特拉科尼采25公里，由南波希米亞州負責管轄，面積80.02平方公里，海拔高度694米，2011年人口为7,829人。

## 外部連結
- Municipal website （页面存档备份，存于） (cs, en, de)
- Prachatice District （页面存档备份，存于） （英文）
- News （页面存档备份，存于） (cs)

49°03′N 13°47′E / 49.050°N 13.783°E